# 拉克伦·特纳
拉克伦·特纳（英語：Lachlan Turner，1987年5月11日—），生于悉尼，澳大利亚男子橄榄球运动员。他曾代表澳大利亚七人制国家队参加2010年英联邦运动会七人制橄榄球比赛，获得一枚银牌。